# San Vicente del Palmar
San Vicente del Palmar är en ort i Mexiko.   Den ligger i kommunen Heroica Villa Tezoatlán de Segura y Luna och delstaten Oaxaca, i den sydöstra delen av landet, 240 km sydost om huvudstaden Mexico City. San Vicente del Palmar ligger 1 793 meter över havet och antalet invånare är 216.
Terrängen runt San Vicente del Palmar är huvudsakligen kuperad, men norrut är den bergig. Terrängen runt San Vicente del Palmar sluttar västerut. Runt San Vicente del Palmar är det ganska glesbefolkat, med 48 invånare per kvadratkilometer. Närmaste större samhälle är San Andrés Yutatío, 6,2 km öster om San Vicente del Palmar. I omgivningarna runt San Vicente del Palmar växer huvudsakligen savannskog.